# Laagri
Laagri är en småköping (estniska: alevik) i landskapet Harjumaa i norra Estland. Den var centralort i Saue kommun fram till kommunreformen 2017 då staden Saue övertog dessa uppgifter. Antalet invånare var 5 165 år 2011.
Gränsen mellan Tallinns stad och Saue kommun går igenom Laagri och den stadsdel i Tallinn som ligger närmast småköpingen kallas också Laagri. Småköpingen Laagri ligger 12 km sydväst om Tallinns stadskärna. Laagri ligger utmed riksväg 4 mellan Tallinn och Saue.

## Sport
- Harju JK Laagri – fotbollsklubb;
- Laagri linnastaadion (kapacitet: 1 000)